# Phyllanthus caymanensis
Phyllanthus caymanensis là một loài thực vật có hoa trong họ Diệp hạ châu. Loài này được G.L.Webster & Proctor miêu tả khoa học đầu tiên năm 1984.